# فرج الله الكردي
فرج الله زكي الكردي (ت. 1359 هـ) هو باحث ومحقق كردي نزيل مصر، وصاحب «مطبعة كردستان العلمية».
هو فرج الله زكي الكردي المريواني الكاشنكاني الأزهري. أسس مطبعة كردستان بجوار جامع الأزهر وقد طبعت الكثير من الكتب العربية والكردية. كما ساهمت بنشر كتُب ابن تيمية، مثل كتاب «الفتاوى الكبرى» - 1327 هـ. لكن بعد مدة اعتنق الكردي البهائية وبدأ ينشر الكتب والرسائل البهائية ومؤلفات تولستوي.